# فيكتور فوينتيس
فيكتور فوينتيس (بالإسبانية: Víctor Fuentes)‏ (2 يوليو 1978 بلا يونيون في السلفادور - ) هو لاعب كرة قدم سلفادوري في مركز الدفاع. شارك مع منتخب السلفادور لكرة القدم. أما مع النوادي، فقد لعب مع نادي سانتانيكوس أسوشيتد وAtlético Balboa ‏ ونادي أكويلا.

## وصلات خارجية
- فيكتور فوينتيس على موقع قاعدة بيانات كرة القدم.إي يو (الإنجليزية)
- فيكتور فوينتيس على موقع ناشيونال فوتبول تيمز (الإنجليزية)